# پرونسفلد
پرونسفلد (به آلمانی: Pronsfeld) یک شهر در آلمان است که در بیتبورگ-پروم واقع شده‌است.